# 外交报
《外交报》创刊于1902年1月，终刊于1911年1月，是近代中国第一份以研究国际问题和评论外交事务为主要内容的报刊，是研究中国近代外交政治和国际形势的重要史料。曾拟名《开先报》，正式发行时定名为《外交报》。报馆创办于上海，由张元济、蔡元培、赵从蕃、温宗尧等发起，由张元济任主编。

## 创办宗旨
《外交报》创刊号上登载张元济所撰发刊词《外交报叙例》，记述了办报的缘由:“各国多有外交专门报，我乃无之。欲以鉴覆辙于前车，资识途于老马，其道无由。同人戚焉，举我国对外之事实与各国对我之现状之隐情，暨其国立法行政之迹，凡足资借镜者，博访而广译之，以为此报。”报纸创办者一度曾想以译论代替撰述，后来还是决定刊载自行撰述的评论，特别是当时列强干涉教案等外交事件纷至沓来，“黄祸论”尘嚣甚上的时候，外交报认为自己要有所担当，不得不有所表态。

## 板式内容
《外交报》在今天看来，外形不像一份报纸，而更像是一份杂志。它长约24厘米，宽约12厘米，四眼线装成一册，规格比今天的大32开本略长。每期30到40页不等，3万字左右。纸张材料用的是相对当时的棉纸比较廉价的竹纸，文字除报头采用楷体外，其他都采用繁体的篆文，文字为竖排从左至右印刷。

《外交报》初创时设有8类，其内容如下：

- 论说：选译东西外交家所著，间由自撰，或登来稿。
- 谕旨：登载皇帝谕旨，即不涉及外交者亦恭录之。
- 文犊：凡章奏、条约、规则、报告之类，皆隶之。
- 本国外交纪闻。译报第一类:各国对我国政策。
- 译报第二类：各国互相交涉之内容。
- 译报第三类：各国内政之文章。
- 要电汇录。

## 《外交报》与禁烟交涉
清末，英帝国的鸦片殖民严重困扰着清政府，给清政府的经济和民生带来了巨大损害。1906年9月20日，清廷颁布禁烟令，决定发起一场禁烟运动，到1911年10月被资产阶级革命起义终止为止，清末禁烟运动持续了五年多的时间。在此期间，外交报一直作为主要舆论阵地对西方交涉，发表了《论禁烟与外交之关系》（147期），《记鸦片贸易问答》（152期），《禁烟交涉》（207期），《英国下议院会议中国禁烟事》（214期），《英国蓝皮书·为中国禁烟事》（223期），《英国蓝皮书·为中国禁烟事上卷》（225期），《暹罗国实行禁烟》（238期），《商废鸦片条约》（298期）等言论，对晚清中国的禁烟事业起到重要的推动作用。

## 《外交报》与《尼布尔公约》
1909年8月，《外交报》刊登了《论万国会议保护著作权》一文，详细介绍了1908年德国柏林万国著作权大会对《伯尔尼公约》进行第一次修订的会议过程以及最终形成的决议，使《伯尔尼公约》在中国的传播，实现了从落后世界16年到与世界同步的飞跃，其意义不亚于《伯尔尼公约》最早中译本的出现。同时，《外交报》就中国当时是否应该加入“伯尔尼公约”刊登了多篇文章进行讨论，引起了朝野多方关注，极大地推进了《伯尔尼公约》在中国的传播。